# Peter Jakob Stübben

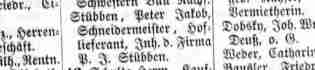
P. J. Stübben (Adressbuch der Oberbürgermeisterei Düsseldorf für 1889, Zweiter Theil., S. 11)

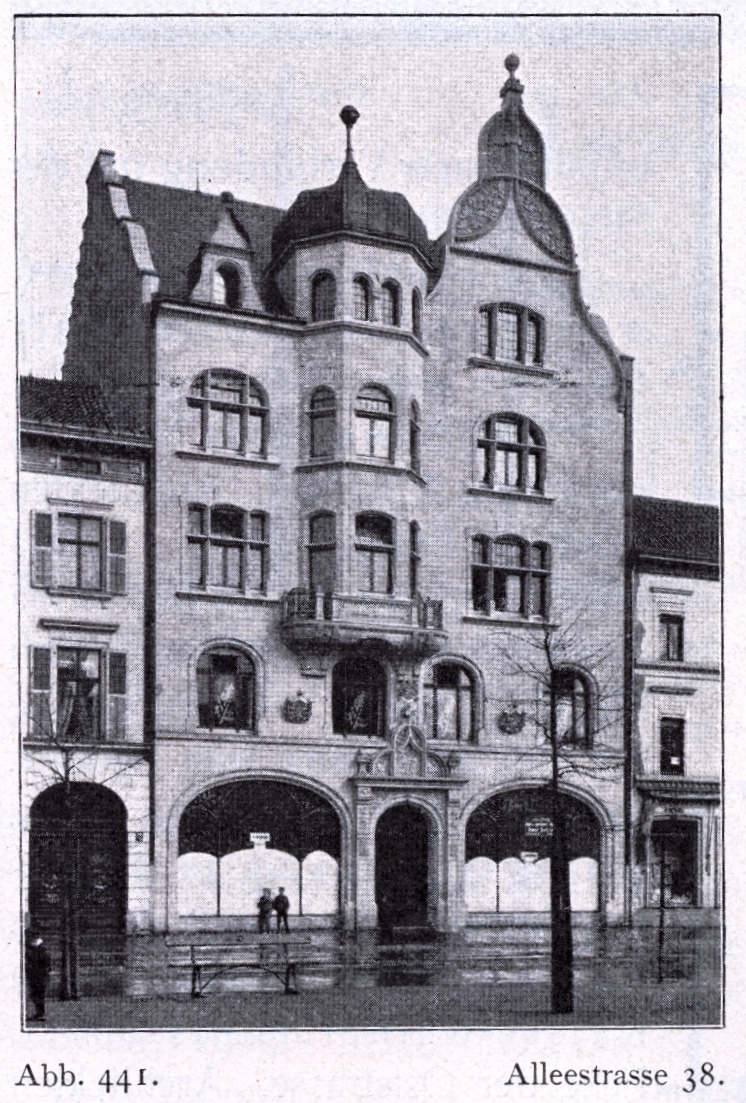
Geschäftshaus von P. J. Stübben im „Formen deutscher Frührenaissance“, (Architekt Philipp Fischer)

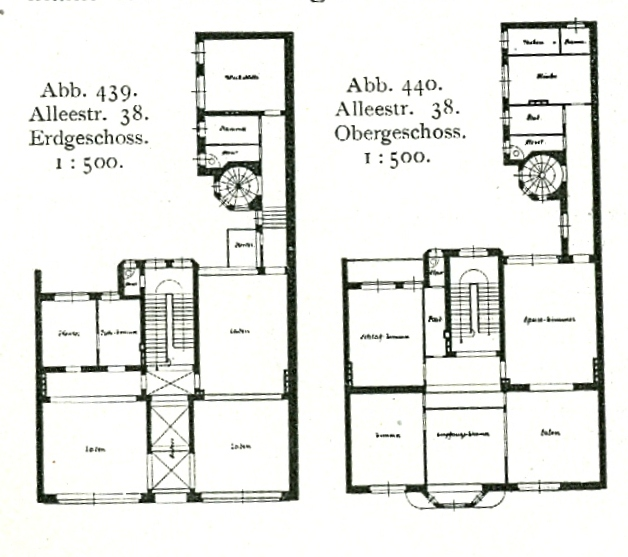
Geschäftshaus Alleestraße 38, Grundrisse

Peter Jakob Stübben (* 12. Dezember 1830 in Düsseldorf; † 6. August 1902 in Düsseldorf) war deutscher Schneidermeister. Er war königlich preußischer Hoflieferant, außerdem Hofschneidermeister Seiner Majestät des Königs Karl von Rumänien, dessen beide Söhne im Schloss Jägerhof wohnten und das Königliche Gymnasium in Düsseldorf besuchten. Weiter war Stübben Hofschneidermeister des Fürsten von Hohenzollern-Sigmaringen, des Prinzen Karl von Hessen usw. Peter Jacob Stübben wird im Düsseldorfer Adressbuch im Jahre 1889 als Schneidermeister, Hoflieferant für Herrenkonfektionswaren und Inhaber der Firma J. P. Stübben ausgewiesen.
August Dahm beschreibt ihn wie folgt:

„Er verstand es sich durch Fleiß und Geschicklichkeit emporzuarbeiten; so sehr, daß der hohe Adel und alles, was sonst zur Gesellschaft zählte, es sich zur Ehre anrechnete, bei ihm arbeiten zu lassen (…) Charakteristisch für die Art Stübbens ist folgende köstliche Geschichte, die einem seiner Freunde, dem heute noch lebenden hochbetagten Kaufmann W. passierte. Der Genannte erhielt eines Tages aus Aachen Tuch zugeschickt und bat Stübben, ihm hieraus einen Anzug anzufertigen. Stübben war hiermit einverstanden; der Anzug wurde gemacht. W. war hernach wohl nicht wenig erstaunt, als er eine Rechnung über sage und schreibe 168 M. erhielt – Stübben pflegte so ungeführ doppelte Preise zu nehmen – und fragte ihn, ob hier nicht ein Irrtum vorliege. Stübben besah sich die Rechnung und sagte in seiner trockenen Art, die Rechnung stimme. Als W. erstaunt erwiderte, er habe ihm doch den Stoff zum Anzug selbst geliefert, erwiderte ihm Stübben: ‚Wenn du Dich e Stüchste Leinwand nimmst und gehst domit zum Achenbach und lößt Dich e Bildche drop mole, dann wöht Dich die Leinwand och nicht angerechnet,‘ womit er eben sagen wollte, daß er sich nur seine Kunst bezahle lasse, wobei es dann bliebe (…) Da sonst an ihn nicht mehr viel an ihn erinnert (…) Stübben aber mehr als ein Menschenalter hindurch in Düsseldorf eine Rolle gespielt (…) manches Gute getan hat, soll seiner an dieser Stelle gedacht sein.“

## Leben
Peter Jakob Stübben, Sohn des Kleidermachers Ferdinand Stübben und der Johanne Magdalene Josefa Brück († 1832), wurde in Düsseldorf geboren. Seine Mutter verstarb als Peter Jacob noch nicht zwei Jahre alt war bei der Geburt seiner Schwester Marie Jacob Stübben. Die erste in Düsseldorf bekannte Adresse des Vaters Stübben lautete Bolkerstraße, damals Nr. 466. Ende der 1850er Jahre war Peter Jakob Stübben erlernter Zuschneider mit Anschrift Flinger Straße 28 und zog als solcher Anfang der 1860er Jahre in die Bolkerstraße 31. Im Mai 1865 wurde schließlich die Firma P. J. Stübben in das Düsseldorfer Firmenregister eingetragen.
Am 16. Oktober 1863 heiratete er in Düsseldorf Maria Babette, geb. Rodeck (* 3. Februar 1843 in Frankfurt am Main; † 27. März 1864 in Düsseldorf). Sie erlitt einen tragischen Tod. Regelmäßig ging er jeden Morgen zum Bahnhof, in der wärmeren Jahreszeit zum Düsseldorfer Ananasberg im Hofgarten zum Kaffeetrinken. Wohnhaft mit Atelier im Haus Alleestraße 40, erwarb Stübben auch das Nachbarhaus Nr. 38, um 1887 unbewohnt. 1902 starb er als wohlhabender Mann. Da er keine letztwillige Verfügung hinterlassen hatte, erbte sein Vermögen und seine Firma seine einzige Schwester, die Witwe Wilhelm Götschenberg. Sie übertrug im Jahre 1908 die Firma auf ihren Sohn Wilhelm Peter Götschenberg. 1910 wurde die Firma in eine oHG umgewandelt. Im Jahre 1925 verstarb der Sohn Götschenberg und die Firma wurde später in eine Kommanditgesellschaft umgewandelt. Paul Götschenberg, ein bekannter Düsseldorfer Kommunalpolitiker, ist ein weitläufiges Familienmitglied.

## Auszeichnung „Preußischer Hoflieferant“
Für die Jahre 1887, 1899 und 1900 wird Peter Jacob Stübben auch als Königlicher Hoflieferant bezeichnet; eine Auszeichnung des preußischen Hofes für Verdienste und hohe Qualität der Produkte.

## Wohn- und Geschäftshaus Alleestraße 38

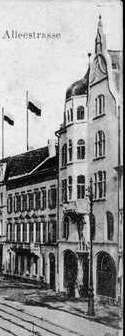
Wohn- und Geschäftshaus Alleestraße 38, Ansicht

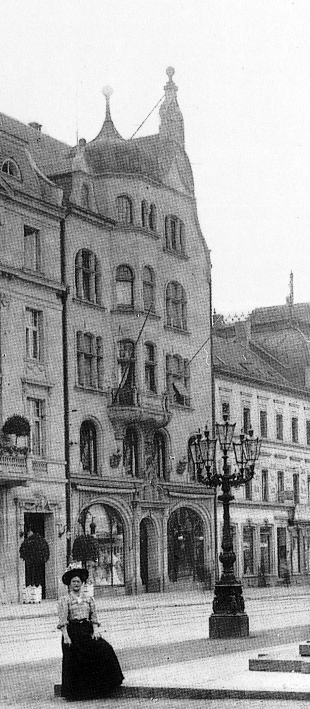
Wohn- und Geschäftshaus Alleestraße 38, Ansicht

Ab dem 12. September 1864 bis zu seinem Tod war er unter der Adresse Alleestraße 40 gemeldet. Das Düsseldorfer Adressbuch benennt Stübben von 1883 bis 1900 als Eigentümer des Hauses an der Alleestraße 38. Das Wohn- und Geschäftshaus des Peter Jacob Stübben an der Alleestraße 38 in Düsseldorf ist sowohl historisch als auch architektonisch bemerkenswert. So wird das Haus sowohl von Heinrich Ferber in Historische Wanderung durch die alte Stadt Düsseldorf als auch von dem Düsseldorfer Architekten- und Ingenieur-Verein in Düsseldorf und seine Bauten erwähnt. Stübben ließ von dem Architekten Philipp Fischer einen Neubau in Anlehnung an „Formen deutscher Frührenaissance“ (nord. Renaissance) errichten, mit aus Sandstein hergestellten „wirkungsvollen Fassaden“. Anstelle der beiden, während des Zweiten Weltkriegs zerstörten Häuser befinden sich heute Neu- und Wiederaufbauten. Am Neubau Nr. 40 befand sich noch bis vor wenigen Jahren der Schlussstein über dem Eingang als Firmenschild. In diesem Gebäude ist heute die HSBC Trinkaus Bank ansässig. Die Front des Hauses Nr. 38 soll im Bereich des Erdgeschoßes wiederhergestellt werden.
Als im Jahr 2014 eigentlich nur der Fahrstuhl des Hauses Heinrich-Heine-Allee 38 instand gesetzt werden sollte, wiederentdeckte man eher zufällig die originale Jugendstilfassade mit Rosenornamenten und der Signatur von Peter Jacob Stübben. „Das Rosenornament, der Hildesheimer Rose als Zeichen ewiger Liebe nachempfunden“, soll an seine früh verstorbene Frau erinnern, es findet sich an verschiedenen Stellen des Hauses wieder. Auch die Eisenstäbe des alten Treppengeländers sind kleinen Rosenstöcken nachempfunden. Die Düsseldorfer Eigentümer ließen die Erdgeschossfassade nach historischem Vorbild restaurieren und mit der modernen Fassade der oberen Stockwerke in Einklang bringen. Für die Herstellung des Torbogens über dem Eingang wurde originaler Oberkirchener Sandstein verwendet. Das mit Blumenranken verzierte Gewölbe mit schönen alten Bögen wurde aufwändig wiederhergestellt. Die Schaufensterumrandungen wurden in Naturstein saniert. Der Naturstein der restlichen Fassade ließ sich, unter anderem wegen der großen Zerstörung während des Krieges, nicht restaurieren. Auch innerhalb der beiden Geschäfte wurde der Sandstein freigelegt, abgestimmt auf die modernen Einrichtungen.

Umbau im Jahr 2015
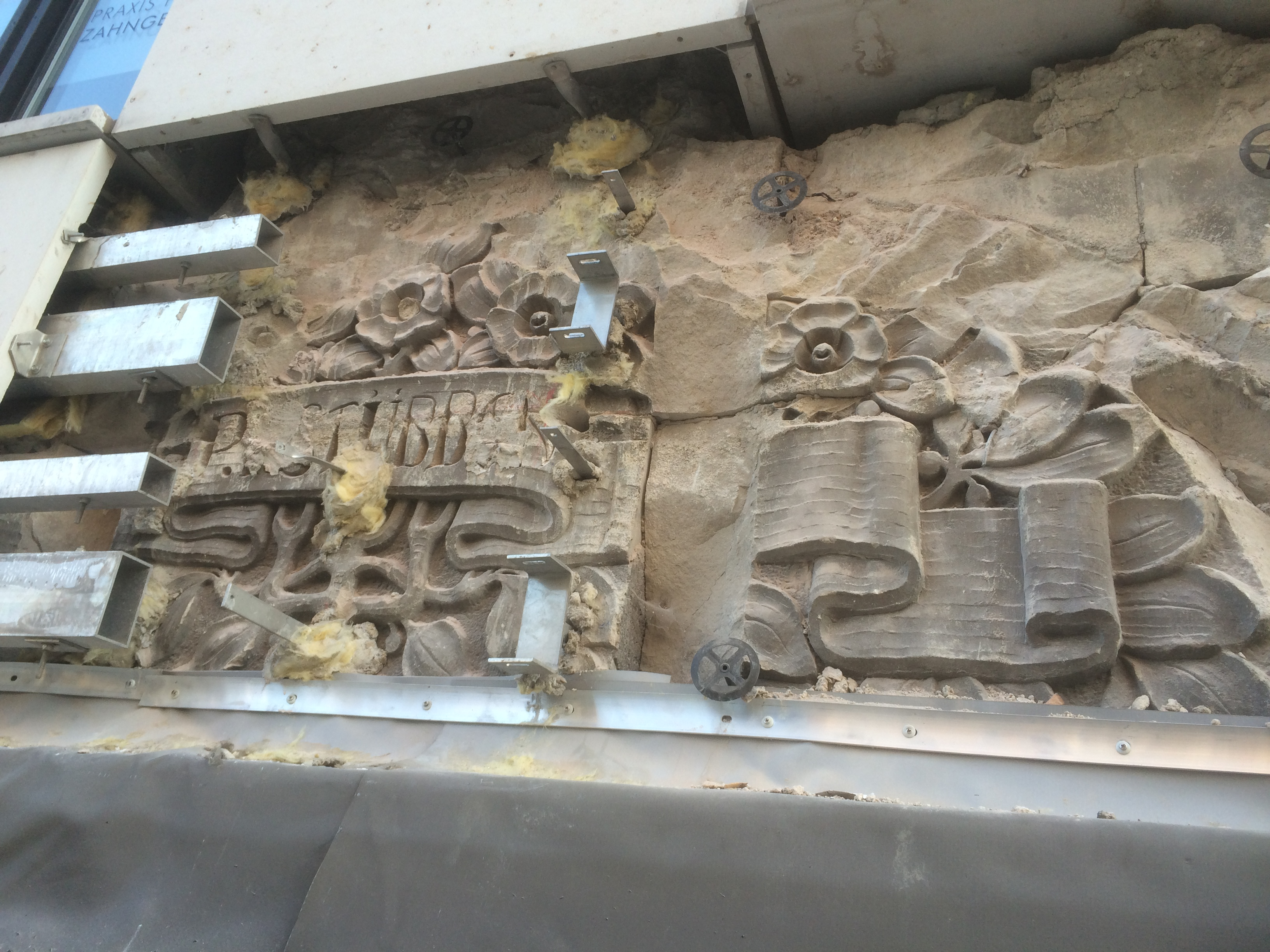
Wieder freigelegter Schlussstein
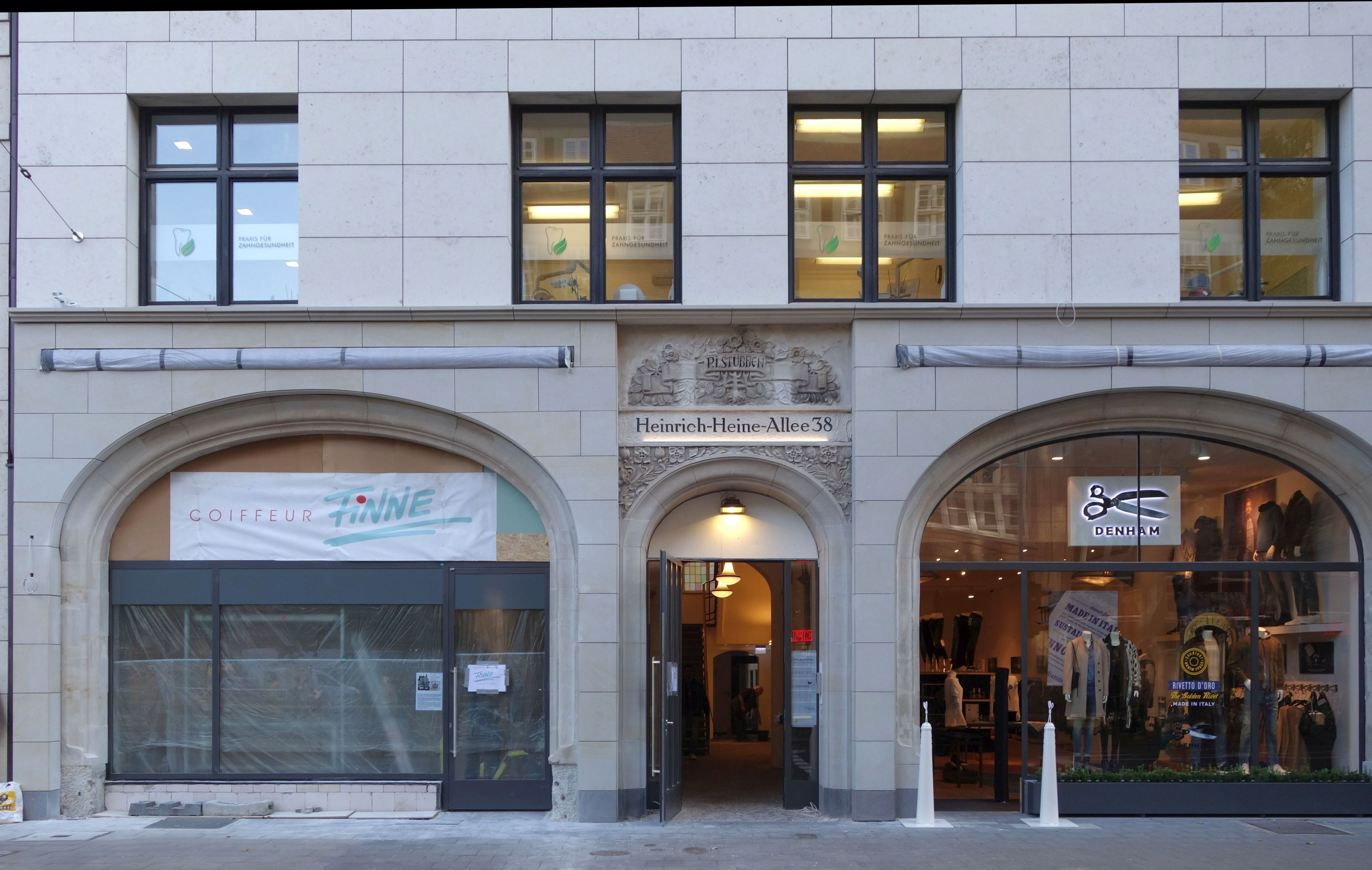
Nach Fertigstellung